# Cootie Williams Sextet and Orchestra
Cootie Williams Sextet and Orchestra è una compilation del trombettista jazz statunitense Cootie Williams, pubblicato dall'etichetta discografica Phoenix Records.

## Tracce

### LP
Lato A
1. You Talk a Little Trash – 3:02 (Cootie Williams) – Registrato il 4 gennaio 1944 a New York
2. Floogie Boo – 2:39 (Cootie Williams, Eddie Cleanhead Vinson) – Registrato il 4 gennaio 1944 a New York
3. I Don't Know – 3:12 (Cootie Williams, Eddie Cleanhead Vinson) – Registrato il 4 gennaio 1944 a New York
4. Do Some War Work Baby – 3:05 (Cootie Williams) – Registrato il 4 gennaio 1944 a New York
5. My Old Flame – 3:15 (Sam Coslow, Arthur Johnston) – Registrato il 6 gennaio 1944 a New York
6. Sweet Lorraine – 3:10 (Mitchell Parish, Cliff Burwell) – Registrato il 6 gennaio 1944 a New York
7. Echoes of Harlem – 3:27 (Duke Ellington) – Registrato il 6 gennaio 1944 a New York
8. Honeysuckle Rose – 3:08 (Andy Razaf, Fats Waller) – Registrato il 6 gennaio 1944 a New York

Lato B
1. Now I Know – 2:59 (Ted Koehler, Harold Arlen) – Registrato il 6 gennaio 1944 a New York
2. Tess's Torch Song – 2:30 (Ted Koehler, Harold Arlen) – Registrato il 6 gennaio 1944 a New York
3. Red Blues – 3:05 (Bob Haggart) – Registrato il 6 gennaio 1944 a New York
4. Things Ain't What They Used to Be – 3:14 (Ted Persons, Mercer Ellington) – Registrato il 6 gennaio 1944 a New York
5. Is You Is or Is You Ain't – 2:45 (Billy Austin, Louis Jordan) – Registrato il 22 agosto 1944 a New York
6. Somebody's Gotta Go – 3:17 (Bob Haggart) – Registrato il 22 agosto 1944 a New York
7. 'Round Midnight – 3:16 (Thelonious Monk, Cootie Williams, Bernie Hanighen) – Registrato il 22 agosto 1944 a New York
8. Blue Garden Blues – 3:13 (Bob Haggart) – Registrato il 22 agosto 1944 a New York

## Musicisti
You Talk a Little Trash / Floogie Boo / I Don't Know / Do Some War Work Baby / My Old Flame / Sweet Lorraine / Echoes of Harlem / Honeysuckle Rose
- Cootie Williams - tromba, voce
- Eddie Cleanhead Vinson - sassofono alto, voce
- Eddie Lockjaw Davis - sassofono tenore
- Bud Powell - pianoforte
- Norman Keenan - contrabbasso
- Vess Payne - batteria

My Old Flame / Sweet Lorraine / Echoes of Harlem / Honeysuckle Rose / Now I Know / Tess's Torch Song / Red Blues / Things Ain't What They Used to Be
- Cootie Williams - tromba
- Ermet Perry - tromba
- George Threadwell - tromba
- Harold Money Johnson - tromba
- Ed Burke - trombone
- Bob Horton - trombone
- George Stevenson - trombone
- Eddie Cleanhead Vinson - sassofono alto, voce
- Charlie Holmes - sassofono alto
- Lee Pope - sassofono tenore
- Eddie Lockjaw Davis - sassofono tenore
- Eddie DeVertuil - sassofono baritono
- Bud Powell - pianoforte
- Norman Keenan - contrabbasso
- Vess Payne - batteria
- Pearl Bailey - voce

Is You Is or Is You Ain't / Somebody's Gotta Go / 'Round Midnight / Blue Garden Blues
- Cootie Williams - tromba
- Ermet Perry - tromba
- George Threadwell - tromba
- Lammar Wright - tromba
- Tommy Stevenson - tromba
- Ed Burke - trombone
- Bob Horton - trombone
- Ed Glover - trombone
- Eddie Cleanhead Vinson - sassofono alto, voce
- Frank Powell - sassofono alto
- Sam Taylor - sassofono tenore
- Lee Pope - sassofono tenore
- Eddie DeVerteuil - sassofono baritono
- Bud Powell - pianoforte
- Leroy Kirkland - chitarra
- Carl Pruitt - contrabbasso
- Vess Payne - batteria[1]